# شینشینگ
شینشینگ (به لاتین: Shixing County) یک شهرستان در جمهوری خلق چین است که در شاوگوان واقع شده‌است.